# Даннстаун (Пенсільванія)
Даннстаун (англ. Dunnstown) — переписна місцевість (CDP) в США, в окрузі Клінтон штату Пенсільванія. Населення — 1464 особи (2020).

## Географія
Даннстаун розташований за координатами 41°9′0″ пн. ш. 77°25′15″ зх. д. / 41.15000° пн. ш. 77.42083° зх. д. (41.150071, -77.420699).  За даними Бюро перепису населення США в 2010 році переписна місцевість мала площу 2,17 км², з яких 2,13 км² — суходіл та 0,04 км² — водойми.

## Демографія
Згідно з переписом 2010 року, у переписній місцевості мешкало 1360 осіб у 574 домогосподарствах у складі 405 родин. Густота населення становила 627 осіб/км².  Було 606 помешкань (279/км²).
Расовий склад населення:
| - 98,5 % — білих - 1,0 % — чорних або афроамериканців - 0,1 % — азіатів |

До двох чи більше рас належало 0,1 %. Частка іспаномовних становила 0,9 % від усіх жителів.
За віковим діапазоном населення розподілялося таким чином: 20,6 % — особи молодші 18 років, 60,0 % — особи у віці 18—64 років, 19,4 % — особи у віці 65 років та старші. Медіана віку мешканця становила 44,9 року. На 100 осіб жіночої статі у переписній місцевості припадало 94,6 чоловіків;  на 100 жінок у віці від 18 років та старших — 92,9 чоловіків також старших 18 років.
Середній дохід на одне домашнє господарство  становив 62 904 долари США (медіана — 61 042), а середній дохід на одну сім'ю — 70 397 доларів (медіана — 65 962). Медіана доходів становила 50 114 долари для чоловіків та 41 000 доларів для жінок. За межею бідності перебувало 6,7 % осіб, у тому числі 5,0 % дітей у віці до 18 років та 20,5 % осіб у віці 65 років та старших.
Цивільне працевлаштоване населення становило 728 осіб. Основні галузі зайнятості: освіта, охорона здоров'я та соціальна допомога — 24,5 %, виробництво — 11,1 %, публічна адміністрація — 10,9 %.